# John Rogan
John William „Bud” Rogan (c. 1867 – 11 septembrie 1905; unele surse indică 1867, 1868 și 1871 drept anul nașterii sale) este înregistrat ca a doua persoană cea mai înaltă persoană din istorie, în urma lui Robert Wadlow.